# Resko (gmina)
Resko (1945–46 gmina Ławiczka) – gmina miejsko-wiejska w Polsce położona w środkowej części województwa zachodniopomorskiego, w powiecie łobeskim. Siedzibą gminy jest miasto Resko.
Według danych z 31 grudnia 2016 r. gmina miała 8117 mieszkańców.
Miejsce w województwie (na 114 gmin):

powierzchnia 23., ludność 45.

## Położenie
Gmina znajduje się w środkowej części województwa zachodniopomorskiego, w północnej części powiatu łobeskiego.
Sąsiednie gminy:
- Łobez i Radowo Małe (powiat łobeski)
- Nowogard (powiat goleniowski)
- Płoty (powiat gryficki)
- Rymań (powiat kołobrzeski)
- Sławoborze i Świdwin (powiat świdwiński)

Do 31 grudnia 1998 r. wchodziła w skład województwa szczecińskiego, a w latach 1999–2002 w skład powiatu gryfickiego.
Gmina stanowi 26,8% powierzchni powiatu.

## Demografia
Dane z 30 czerwca 2004:
| Opis                              | Ogółem | Ogółem | Kobiety | Kobiety | Mężczyźni | Mężczyźni |
| --------------------------------- | ------ | ------ | ------- | ------- | --------- | --------- |
| Jednostka                         | osób   | %      | osób    | %       | osób      | %         |
| Populacja                         | 8321   | 100    | 4193    | 50,4    | 4128      | 49,6      |
| Gęstość zaludnienia [mieszk./km²] | 29,2   | 29,2   | 14,7    | 14,7    | 14,5      | 14,5      |

Gminę zamieszkuje 21,7% ludności powiatu.

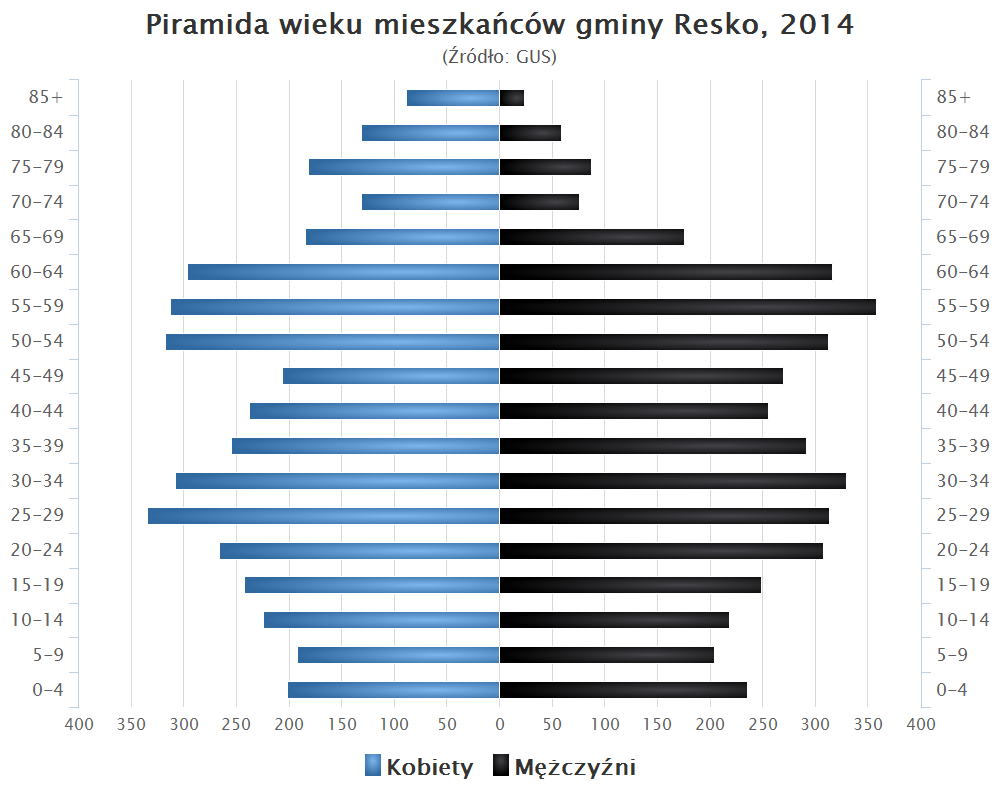
Piramida wieku mieszkańców gminy Resko w 2014 roku

## Przyroda i turystyka
Gmina leży na Wysoczyźnie Łobeskiej oraz równinach: Nowogardzkiej i Gryfickiej. Przez miasto i gminę przepływają rzeki Rega oraz wpadająca do niej Ukleja. Obydwie rzeki są dostępne dla kajaków. We wschodniej części znajduje się rezerwat przyrody Mszar koło Starej Dobrzycy Tereny leśne zajmują 42% powierzchni gminy, a użytki rolne 50%.
Jeziora w gminie: Dobrzyca, Łabuń.

## Komunikacja
Przez gminę Resko prowadzą drogi wojewódzkie: nr 152 łącząca miasto z Płotami (10 km) i przez Starogard (9 km) ze Świdwinem (28 km) oraz nr 148 ze Starogardu do Łobza (15 km).
Resko (stacja „Resko Północne”) uzyskało połączenie kolejowe w 1893 r. po wybudowaniu linii kolejowej z Wyszogóry. W 1906 r. otwarta została druga linia z Worowa, 4 lata później wydłużona do Golczewa Pomorskiego, a w 1911 r. do Wysokiej Kamieńskiej. Także w 1895 r. otwarto linię kolei wąskotorowej do wsi Skrzydłowo (gmina Rymań), a 2 lata później do Dobrej Nowogardzkiej. Około 1945 r. linia z Wyszogóry została zamknięta, później rozebrana. W 1989 r. zamknięto linię kolei wąskotorowej, a w 1992 r. z Worowa do Wysokiej Kamieńskiej.

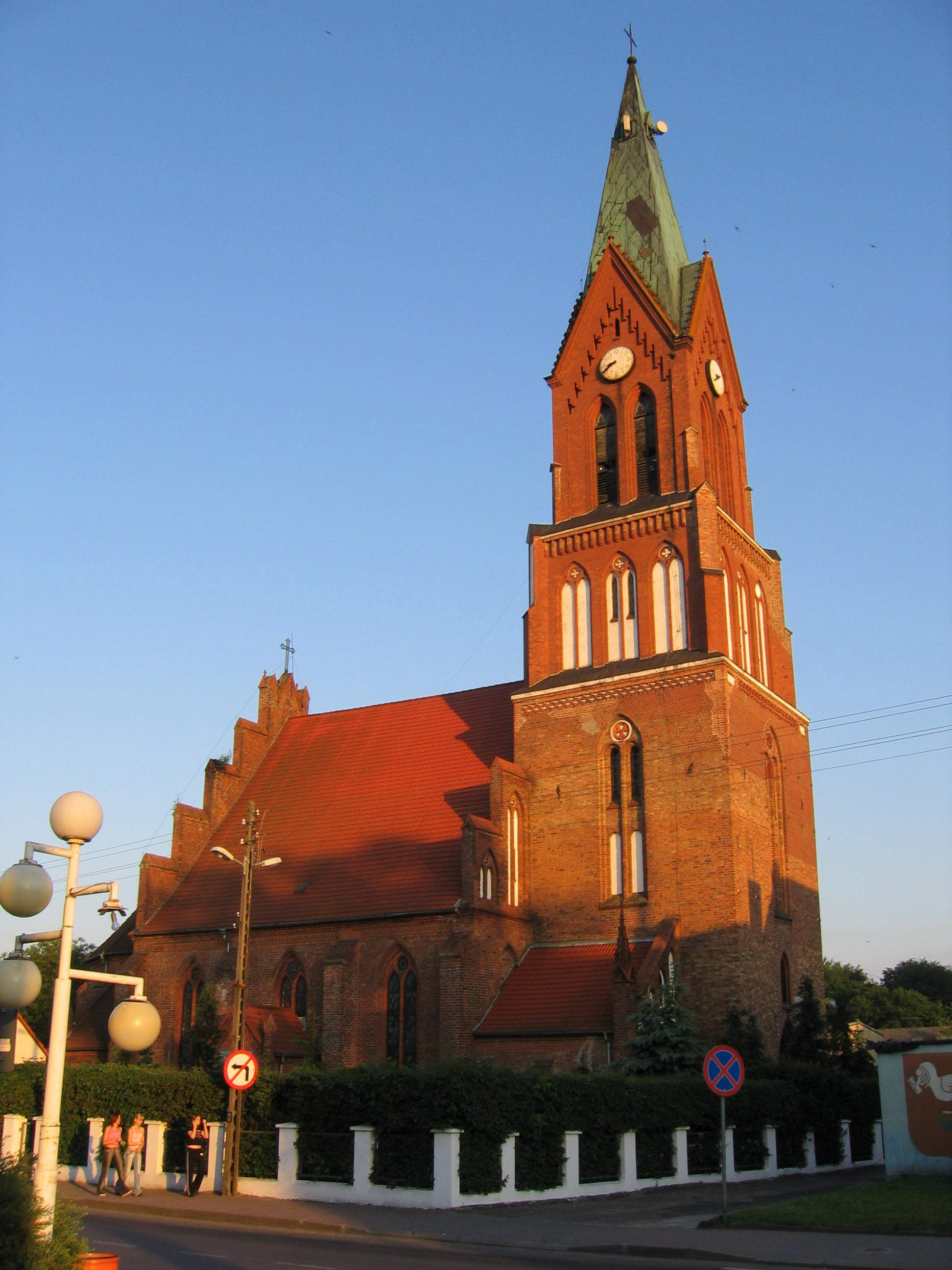
Sanktuarium maryjne w Resku

W gminie czynny jest 1 urząd pocztowy: Resko (nr 72-315).

## Zabytki
- kościół gotycki (XIV–XV w.) w Resku, obecnie Sanktuarium Matki Boskiej Reskiej,
- kościół w Starogardzie wzniesiony w latach 1578–79 w konstrukcji ryglowej
- kościół św. Antoniego z XVIII w. w Dorowie (ryglowy, barokowy)
- kościół św. Stanisława Kostki z 1696 r. w Iglicach (ryglowy)
- kościół św. apostołów Piotra i Pawła w Starej Dobrzycy (ryglowy)
- renesansowy pałac w Iglicach

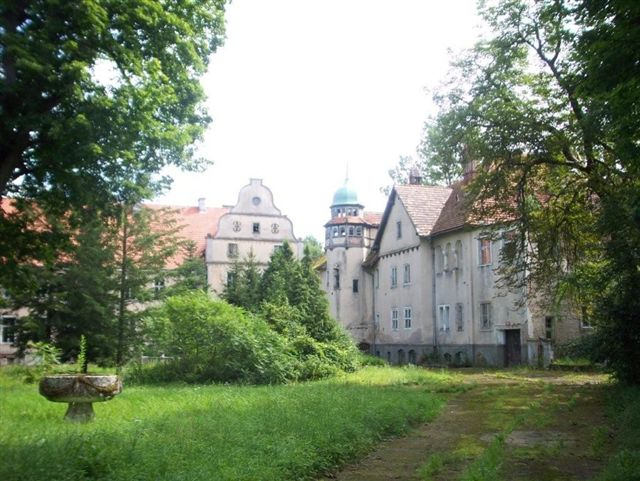
Pałac w Iglicach
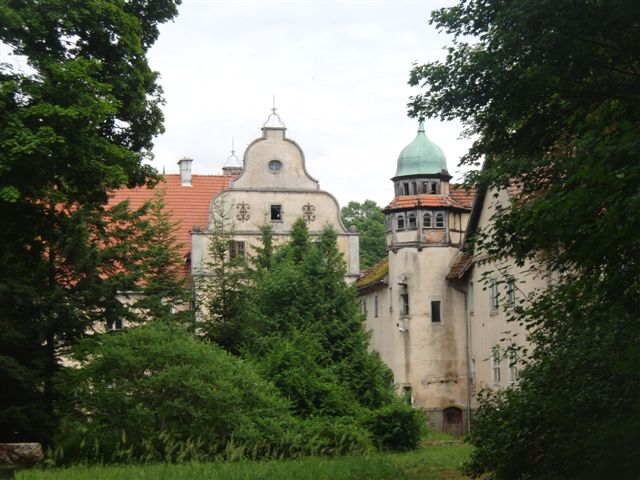
Pałac w Iglicach
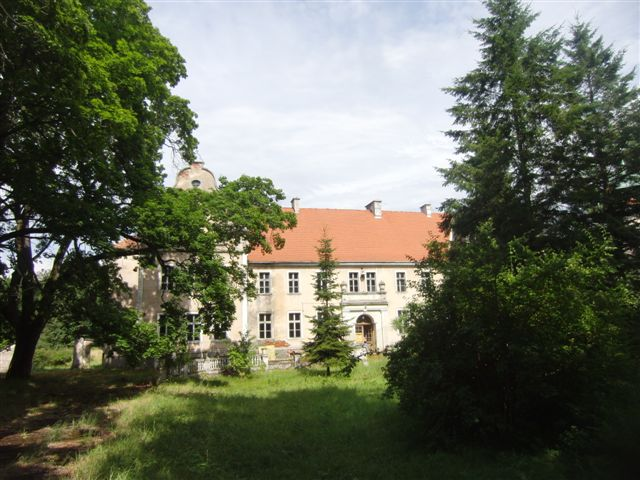
Pałac w Iglicach

## Administracja i samorząd
W 2016 r. wykonane wydatki budżetu gminy wynosiły 32,9 mln zł, a dochody budżetu 33,9 mln zł. Zobowiązania samorządu (dług publiczny) według stanu na koniec 2016 r. wynosiły 16,2 mln zł, co stanowiło 47,9% poziomu dochodów.
Sołectwa gminy: Dorowo, Gardzin, Iglice, Komorowo, Łagiewniki, Lubień Dolny, Łabuń Wielki, Łosośnica, Ługowina, Mołstowo, Policko, Prusim, Przemysław, Siwkowice, Smólsko, Starogard.

## Miejscowości
MiastaResko (miasto od 1296 r.)
WsieDorowo, Gardzin, Godziszewo, Iglice, Lubień Dolny, Luboradz, Łabuń Mały, Łabuń Wielki, Łosośnica, Ługowina, Piaski, Prusim, Przemysław, Sienno, Siwkowice, Sosnowo, Stara Dobrzyca, Starogard, Taczały.
OsadyBezmoście, Komorowo, Krosino, Lubień Górny, Łagiewniki, Miłogoszcz, Mołstowo, Naćmierz, Porąbka, Potuliny, Słowikowo, Smólsko, Żerzyno.
KolonieŁosośniczka, Mokronos, Sąpólko, Sosnówko, Trzaski.
PrzysiółkiGozdno, Policko, Orzeszkowo, Stołążek, Świekotki, Święciechowo.